# Лінина Мала
Мала́ Лінина́ — колишнє село, а тепер — урочище в Україні, у Старосамбірському районі Львівської області.

## Історія
За переписом 1900 року в селі було 90 житлових будинків і 551 житель, за конфесіями: 6 римокатоликів, 530 греко-католиків і 15 юдеїв; етнічно: 23 поляки і 528 українців, були 66 коней, 345 голів великої рогатої худоби, 52 вівці і 74 свині, селяни володіли 1186 га землі. Загалом було 944 га угідь (з них 931 га оподатковуваних: 368 га ріллі, 37 га лук, 1 га саду, 322 га пасовищ і 203 га лісу).
На 1 січня 1939 року Мала Лінина належала до Турківського повіту Львівського воєводства, в селі мешкало 640 осіб (630 українців і 10 євреїв). Під час «радянізації» Галичини у 1940 році село було включене до новоутвореного Стрілківського району Дрогобицької області.

## Храм
У селі була дерев'яна парафіяльна церква Святого Димитрія побудови 1713 року, належала вона до Старосамбірського деканату Перемишльської єпархії УГКЦ.

## Сучасність
Територія належить до регіонального ландшафтного парку «Верхньодністровські Бескиди».

## Відомі люди
- Петро Лінинський — український правник та громадсько-політичний діяч, посол до Галицького сейму.